# Demonstration der Sudetendeutschen am 4. März 1919
Am Dienstag, den 4. März 1919 gab es Demonstrationen der Sudetendeutschen in der Tschechoslowakei. Die Sudetendeutschen forderten die Angliederung an Deutsch-Österreich anstatt der Inkorporation des Sudetenlandes in das Hoheitsgebiet des tschechoslowakischen Staatsverbandes.

## Vorgeschichte
Die letzten Reichsratsabgeordneten dieser an die Tschechoslowakei fallenden deutschsprachigen Gebiete hatten die Republik Deutschösterreich im Oktober 1918 als Mitglieder der Provisorischen Nationalversammlung in Wien mit begründet und am 12. November 1918 für die Einführung der Republik und den Zusammenschluss mit Deutschland gestimmt. Dennoch waren die deutschen Siedlungsgebiete zwischen 1. November 1918 und 31. Januar 1919 durch tschechoslowakische Truppen besetzt worden. Punktuell war es dabei zu Kämpfen gekommen, vor allem am 27. November in Brüx und am 3. Dezember in Kaplitz/Böhmerwald, außerdem an mehreren Orten in Südmähren. Ziviler Widerstand war dagegen häufig, mehrere Städte waren erst durch Androhung durch Beschießung mit Artillerie zur Aufgabe bereit (darunter Brüx, Eger, Mährisch Schönberg). Kaplitz wurde am 3. Dezember mit einigen Schüssen der Artillerie beschossen. In mehreren Städten wurden zudem kurzzeitig Geiseln genommen, um die Entwaffnung der deutschen Bevölkerung sicherzustellen. Die Zahl der Toten bei dieser Besetzung durch Kämpfe und Übergriffe betrug auf deutscher Seite etwa 20, die Zahl der tschechischen Opfer ist unbekannt.
Am 16. Februar 1919 fand in Deutschösterreich die Wahl zur konstituierenden Nationalversammlung statt.

## Demonstration
Konkreter Anlass für die Demonstrationen des 4. März 1919 war die an diesem Tag stattfindende Eröffnungssitzung der konstituierenden Nationalversammlung Deutschösterreichs, in der die Deutschen der umstrittenen Gebiete Böhmens, Mährens und Österreichisch-Schlesiens im Unterschied zur vorangegangenen Provisorischen Deutsch-Österreichischen Nationalversammlung, die aus 1911 gewählten Reichsratsabgeordneten bestand, auf Grund der tschechoslowakischen Wahlverhinderung nicht mehr vertreten waren.
Ein weiterer Anlass für die Kundgebungen war die Notenabstempelung, die weitgehende Abwertung des Bargeldes, am selben Tag. Das Gesetz hierfür war am 25. Februar 1919 durch den tschechoslowakischen Finanzminister Alois Rašín für die Zeit zwischen 3. und 9. März beschlossen worden und sah zudem vor, 50 % des Wertes der alten österreichischen Banknoten einzubehalten. Die Initiative zu den Demonstrationen ging von der sudetendeutschen Sozialdemokratie unter Josef Seliger aus, der damals führenden Partei der Deutschböhmen und Deutschmährer. Dem am 27. Februar beschlossenen und tags darauf im Vorwärts abgedruckten Aufruf schlossen sich alle anderen deutschen Parteien an.
Zu den Forderungen des 4. März, der unter schwarz-rot-goldenen Fahnen begangen wurde, gehörte an erster Stelle das Selbstbestimmungsrecht der Völker, das von US-Präsident Woodrow Wilson als Grundprinzip der Friedensregelung proklamiert worden war. Außerdem forderten die Redner den Abzug der tschechoslowakischen Truppen und die Freigabe zurückgehaltener Lebensmittel- und Kohlelieferungen.
Die Kundgebungen wurden kurz nach Mittag in mehreren Städten gleichzeitig durch Schüsse in die Menge blutig unterdrückt. Dabei kamen auf Seiten der sudetendeutschen Demonstranten 54 Menschen ums Leben; 25 in Kaaden, 16 in Sternberg, sechs in Karlsbad, zwei in Arnau, zwei in Eger, zwei in Mies und einer in Aussig. Unter den Toten waren 20 Frauen und Mädchen, ein 80-Jähriger und Buben im Alter von 14, 13 und 11 Jahren.
Zwei Tote gab es bereits am 3. März in Eger und zwei weitere am 5. März in Karlsbad. Außerdem gab es rund 200 Verletzte.
Die Opfer des 4. März 1919 erhielten keine Entschädigung, die Schützen wurden nicht ermittelt und bestraft. Für die Sudetendeutschen wurde der 4. März als „Tag der Selbstbestimmung“ zu einem Gedenktag, der nach dem Münchner Abkommen 1938 von den NS-Machthabern vereinnahmt und propagandistisch missbraucht wurde.